# توماس يوهان سيبك
توماس يوهان سيبك (بالألمانية: Thomas Johann Seebeck) (وتنطق [ˈto:mas ˈjo:han ˈze:bɛk])‏ 9 أبريل 1770 - 10ديسمبر 1831 وهو فيزيائي ألماني-بلطيقي تمكن سنة 1822 من رصد علاقة بين الحرارة والمغناطيسية، أطلق عليها أورستد لاحقًا التأثير الكهروحراري.
ولد سيبك في ريفال (وهي تالين حاليا استونيا) من أسرة ألمانية بلطيقية غنية، وقد نال الطب سنة 1802 من جامعة غوتينغن ولكنه فضل دراسة الفيزياء. وفي سنة 1821 اكتشف التاثير الكهروحراري، عندما انتج تيار كهربائي من قطعة من معدنين مختلفين بعدما عرضها لدرجة حرارة. وهي الأساس لأجهزة مزدوجة حرارية والعمود الحراري.

## تأثير سيبك
وجد توماس سيبك في سنة 1821 أن عند تسليط درجات حرارة مختلفة على دائرة مصنوعة من معدنين مختلفين ومترابطين سوف يحرك بوصلة مغناطيس. وقد اعتقد سيبك في البداية بأن سبب ذلك يعود إلى المغنطة الناتجة من اختلاف درجات الحرارة، ولكن سرعان ما أدرك أن تيارا كهربائيا قد نتج يسبب قانون أمبير هو الذي حرك إبرة المغناطيس. ولتفصيل أكثر، فإن الاختلاف في درجات الحرارة ينتج جهدا كهربائيا (فولتية) يمكن أن يسيَر تيار كهربائي في دائرة مغلقة. ويعرف هذا التأثير حاليا باسم تأثير بلتير-سيبك.
يتناسب فرق الجهد الناتج طرديا مع الاختلاف في درجات الحرارة بين مقطعين. يعرف ثابت التناسب بمعامل سيبك، وغالبا ما يشار إليه باسم طاقة كهروحرارية. لايعتمد فرق الجهد هذا على توزيع الحرارة خلال المعادن بين الوصلات، فهذا التأثير هو الأساس الفيزيائي للمزدوجة الحرارية والذي يستخدم في قياس درجة الحرارة.
{\displaystyle V=a(T_{h}-T_{c})\,\!}
ويتناسب فرق الجهد V الناشئ خلال أطراف دائرة مفتوحة مصنوعة من زوج من معادن مختلفة، أ وب، حيث يحمل كلا المقطعين درجات حرارة مختلفة، طرديا مع الفرق في درجات الحرارة المقطع الساخن والبارد: Th − Tc.

## بشائر التصوير الملون
وصف سيبك في مدينة جينا سنة 1810 نشاط طيف من الضوء على كلوريد الفضة. حيث لاحظ أن المادة الكيميائية المكشوفة تكون في بعض الأحيان نسخة باهتة من لون الضوء الذي تعرض لها، وكذلك ذكر نشاطا للضوء بعد مسافة ليست بالقليلة ماوراء نهاية الطيف البنفسجي. وقد عمل سيبك أيضا مع غوته في نظرية الألوان.

## انجازات أخرى
كان سيبك هو أول من وصف واستخلص ملغمة البوتاسيوم سنة 1808. وفي سنة 1810 لاحظ خصائص مغناطيسية لكل من النيكل والكوبالت. واكتشف في 1818 النشاط البصري لمحاليل السكر.

## روابط خارجية
- توماس يوهان سيبك على موقع الموسوعة البريطانية (الإنجليزية)